# Barbula pseudo-ehrenbergii
Barbula pseudo-ehrenbergii är en bladmossart som beskrevs av Fleischer 1904. Barbula pseudo-ehrenbergii ingår i släktet neonmossor, och familjen Pottiaceae. Inga underarter finns listade i Catalogue of Life.